# Dinamarca nos Jogos Olímpicos de Inverno de 2014
A Dinamarca participou dos Jogos Olímpicos de Inverno de 2014, realizados na cidade de Sóchi, na Rússia. Foi a décima quarta aparição do país em Olimpíadas de Inverno.

## Desempenho

### Curling
Feminino
| Equipe                                                                        | Primeira fase | Primeira fase | Semifinal              | Final                  | Pos.        |
| Equipe                                                                        | Adversário e resultado | Pos.          | Adversário e resultado | Adversário e resultado | Pos.        |
| ----------------------------------------------------------------------------- | --- | ------------- | ---------------------- | ---------------------- | ----------- |
| Lene Nielsen Helle Simonsen Jeanne Ellegaard Maria Poulsen Mette de Neergaard | RUS Rússia D 4–7 SUI Suíça D 6–7 JPN Japão D 3–8 CAN Canadá D 5–8 SWE Suécia D 6–7 USA Estados Unidos V 9–2 CHN China V 9–6 KOR Coreia do Sul V 7–4 GBR Grã-Bretanha V 8–7 | 6º            | Não avançou            | Não avançou            | Não avançou |

Masculino
| Equipe                                                                     | Primeira fase | Primeira fase | Play-off               | Semifinal              | Final                  | Pos.        |
| Equipe                                                                     | Adversário e resultado | Pos.          | Adversário e resultado | Adversário e resultado | Adversário e resultado | Pos.        |
| -------------------------------------------------------------------------- | --- | ------------- | ---------------------- | ---------------------- | ---------------------- | ----------- |
| Rasmus Stjerne Mikkel Poulsen Johnny Frederiksen Troels Harry Lars Vilandt | CHN China D 4–7 RUS Rússia V 11–10 USA Estados Unidos D 5–9 SWE Suécia V 8–5 CAN Canadá D 6–7 GBR Grã-Bretanha D 6–8 SUI Suíça D 3–9 GER Alemanha V 6–3 NOR Noruega V 5–3 | 6º            | Não avançou            | Não avançou            | Não avançou            | Não avançou |

### Esqui alpino
Masculino
| Atleta             | Evento    | Descida 1 | Descida 2 | Total   | Pos. |
| ------------------ | --------- | --------- | --------- | ------- | ---- |
| Christoffer Faarup | Downhill  |           |           | 2:12.55 | 37º  |
| Christoffer Faarup | Combinado | 1:57.96   | 1:10.36   | 3:08.32 | 34º  |
| Christoffer Faarup | Super-G   |           |           | 1:23.34 | 47º  |

### Esqui cross-country
Masculino
| Atleta        | Evento           | Qualificatória | Qualificatória | Quartas-de-final  | Quartas-de-final | Semifinal      | Semifinal   | Final       | Final       |
| Atleta        | Evento           | Tempo          | Pos.           | Tempo             | Pos.             | Tempo          | Pos.        | Tempo       | Pos.        |
| ------------- | ---------------- | -------------- | -------------- | ----------------- | ---------------- | -------------- | ----------- | ----------- | ----------- |
| Martin Møller | 15 km clássico   |                |                |                   |                  |                |             | 43:29.7     | 58º         |
| Martin Møller | 30 km skiathlon  |                |                | Clássico: 38:59.0 | 56º              | Livre: 34:33.3 | 45º         | 1:14:05.1   | 52º         |
| Martin Møller | Largada coletiva |                |                |                   |                  |                |             | 1:52:32.7   | 45º         |
| Martin Møller | Velocidade       | 3:44.38        | 54º            | Não avançou       | Não avançou      | Não avançou    | Não avançou | Não avançou | Não avançou |

Legenda
| Recorde mundial      | Recorde mundial (World record)               |                       | Recorde africano                      | Recorde africano (African) |                                           | Q | Classificado por posição (Qualified) |
| Recorde olímpico     | Recorde olímpico (Olympic record)            | Recorde da América    | Recorde da América (Americas)         | q                          | Classificado por melhor tempo (Qualified) |   |                                      |
| Melhor marca do ano  | Melhor marca do ano (World leading)          | Recorde asiático      | Recorde asiático (Asian)              | DNS                        | Não largou (Did not start)                |   |                                      |
| Recorde nacional     | Recorde nacional (National record)           | Recorde europeu       | Recorde europeu (European)            | DNF                        | Não terminou (Did not finish)             |   |                                      |
| Recorde pessoal      | Recorde pessoal do atleta (Personal best)    | Recorde da Oceania    | Recorde da Oceania (Oceania)          | DSQ / DQ                   | Desclassificado (Disqualified)            |   |                                      |
| Recorde da temporada | Recorde da temporada do atleta (Season best) | Recorde sul-americano | Recorde sul-americano (South America) | NM                         | Sem marca (No mark)                       |   |                                      |